# Vézelise
Vézelise est une commune française située dans le département de Meurthe-et-Moselle, en Lorraine, dans la région administrative Grand Est.

## Géographie

### Localisation
Vézelise se situe à une petite trentaine de kilomètres au sud de Nancy, au cœur du pays du Saintois dont le village est par ailleurs la capitale. Son surnom de « pot de chambre de la Lorraine » vient de la présence, au XIXe siècle, de tanneries qui exhalaient des mauvaises odeurs,.

### Géologie et relief
Vézelise est située dans un creux, à l'endroit du confluent du Brénon et de l'Uvry.

### Sismicité
Commune située dans une zone 1 de sismicité très faible.
| Hammeville | Houdreville    | Omelmont    |
| Ognéville  | Vézelise       | Tantonville |
| Vroncourt  | Quevilloncourt |             |

### Hydrographie
La commune est dans le bassin versant du Rhin au sein du bassin Rhin-Meuse. Elle est drainée par le Brenon, le ruisseau de la Tuilotte et le ruisseau d'Uvry,,.
Le Brénon, d'une longueur de 26 km, prend sa source dans la commune de Grimonviller et se jette  dans le Madon à Pulligny, après avoir traversé douze communes. Les caractéristiques hydrologiques du Brénon sont données par la station hydrologique située sur la commune d'Houdreville. Le débit moyen mensuel est de 0,964 m3/s. Le débit moyen journalier maximum est de 27,3 m3/s, atteint lors de la crue du 9 juin 2021. Le débit instantané maximal est quant à lui de 34,1 m3/s, atteint le 6 mai 2024.

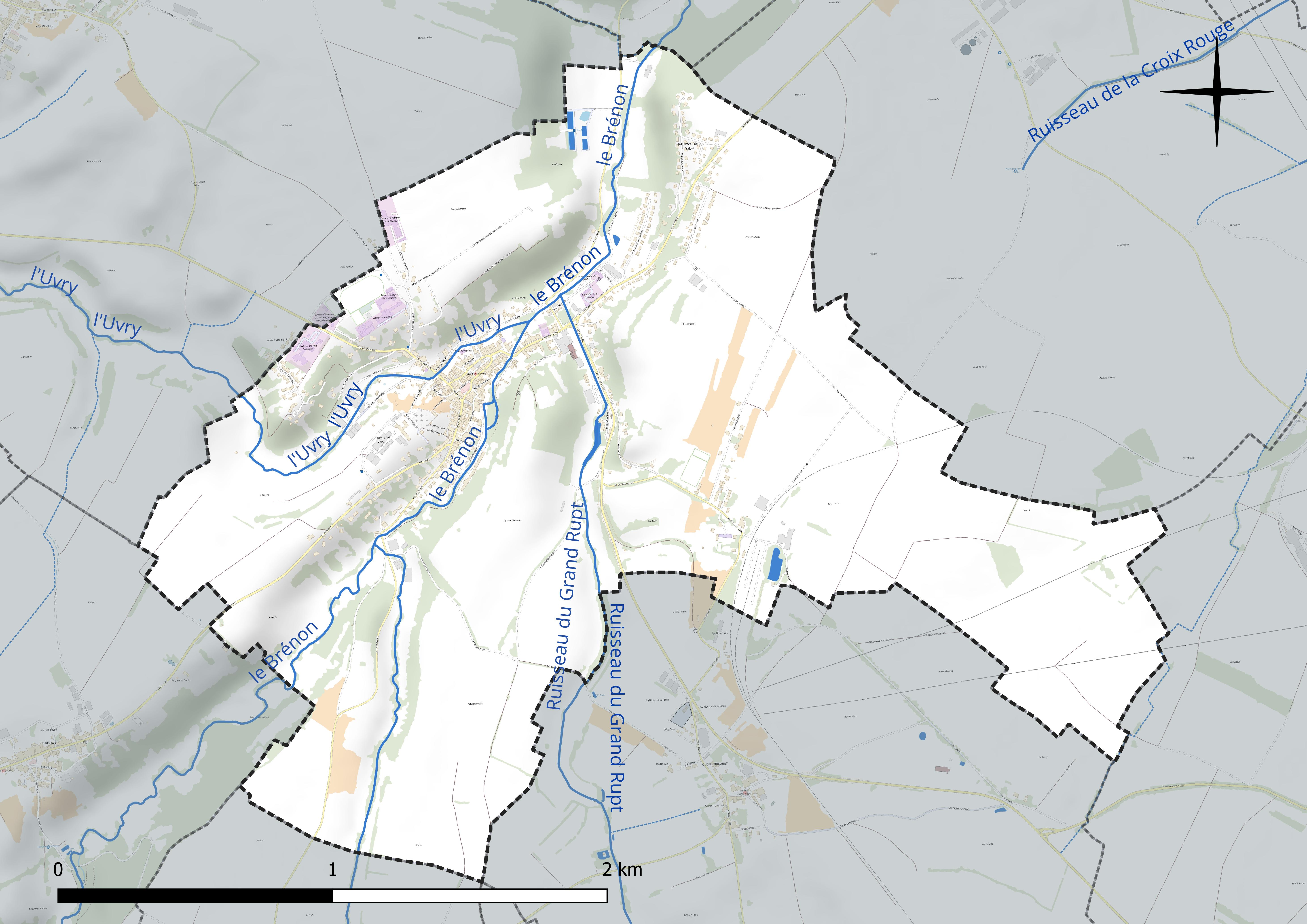
Réseau hydrographique de Vézelise.

### Climat
Pour des articles plus généraux, voir Climat du Grand Est et Climat de Meurthe-et-Moselle.
En 2010, le climat de la commune est de type climat des marges montargnardes, selon une étude du Centre national de la recherche scientifique s'appuyant sur une série de données couvrant la période 1971-2000. En 2020, Météo-France publie une typologie des climats de la France métropolitaine dans laquelle la commune est exposée à un climat semi-continental et est dans la région climatique  Lorraine, plateau de Langres, Morvan, caractérisée par un hiver rude (1,5 °C), des vents modérés et des brouillards fréquents en automne et hiver. 
Pour la période 1971-2000, la température annuelle moyenne est de 9,6 °C, avec une amplitude thermique annuelle de 17 °C. Le cumul annuel moyen de précipitations est de 850 mm, avec 11,9 jours de précipitations en janvier et 9,9 jours en juillet. Pour la période 1991-2020, la température moyenne annuelle observée sur la station météorologique de Météo-France la plus proche, « Nancy-Ochey », sur la commune d'Ochey à 15 km à vol d'oiseau, est de 10,5 °C et le cumul annuel moyen de précipitations est de 810,4 mm. 
La température maximale relevée sur cette station est de 39,6 °C, atteinte le 25 juillet 2019 ; la température minimale est de −19,1 °C, atteinte le 12 janvier 1987,,. 
Les paramètres climatiques de la commune ont été estimés pour le milieu du siècle (2041-2070) selon différents scénarios d'émission de gaz à effet de serre à partir des nouvelles projections climatiques de référence DRIAS-2020. Ils sont consultables sur un site dédié publié par Météo-France en novembre 2022.

## Urbanisme

### Typologie
Au 1er janvier 2024, Vézelise est catégorisée bourg rural, selon la nouvelle grille communale de densité à sept niveaux définie par l'Insee en 2022.
Elle est située hors unité urbaine. Par ailleurs la commune fait partie de l'aire d'attraction de Nancy, dont elle est une commune de la couronne,. Cette aire, qui regroupe 353 communes, est catégorisée dans les aires de 200 000 à moins de 700 000 habitants,.

### Occupation des sols
L'occupation des sols de la commune, telle qu'elle ressort de la base de données européenne d’occupation biophysique des sols Corine Land Cover (CLC), est marquée par l'importance des territoires agricoles (82,4 % en 2018), en diminution par rapport à 1990 (84,8 %). La répartition détaillée en 2018 est la suivante : terres arables (43,5 %), prairies (31,7 %), zones urbanisées (10,2 %), zones agricoles hétérogènes (7,3 %), zones industrielles ou commerciales et réseaux de communication (5 %), forêts (2,4 %). L'évolution de l’occupation des sols de la commune et de ses infrastructures peut être observée sur les différentes représentations cartographiques du territoire : la carte de Cassini (XVIIIe siècle), la carte d'état-major (1820-1866) et les cartes ou photos aériennes de l'IGN pour la période actuelle (1950 à aujourd'hui).

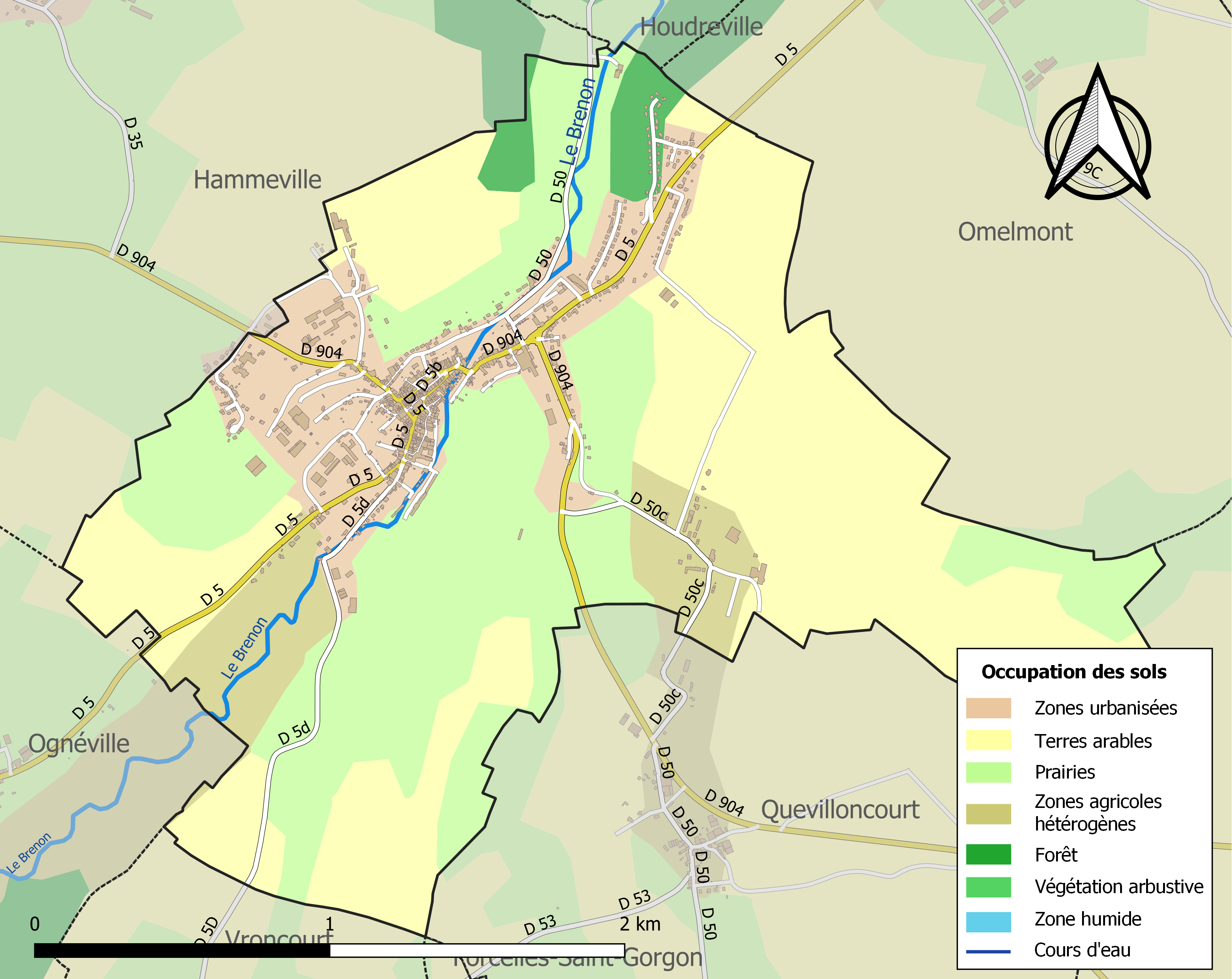
Carte des infrastructures et de l'occupation des sols de la commune en 2018 (CLC).

## Toponymie
Le nom de la localité est attesté sous les formes « Ecclesia Viziliensis in comitatu Sanctensi » (960) ; Ecclesia Vixiliensis (965) ; Vizerisia (1146) ; Vizelise (1291) ; Vézelisse (1390) ; « M. prepositus de Vezelisia » (1399) ; Vezelizia (1402) ; Vizelixe (1417) ; Moneta Vezelisi (1431-1441) ; Vessellize (1550).

Nom de personne romain Visellius et suffixe -ensem (domaine).

## Histoire

### Moyen Âge
La première trace écrite de Vézelise date de 960, dans laquelle est mentionnée son église. Un siècle plus tard, en 1071, Vézelise devient la capitale du comté de Vaudémont et à la fin du XIIIe siècle, elle se dote de remparts (qui seront plus tard détruits) ce qui fait d'elle une véritable petite place forte. De nombreuses guerres éclatent entre le comté de Vaudémont et le duché de Lorraine. En 1439, Vézelise est assiégé par les Lorrains : « Quand l'armée fut prête, chargeant toute l'artillerie de la duchesse, ils sont partis pour ledit comté pour bouter le siège devant Vézelise. Il ne fallut pas six jours pour que ceux qui étaient dedans fussent tous pris ou tués. Tous les biens qui se trouvaient dedans furent emportés. ».
En 1473, le mariage du comte de Vaudémont Ferry II de Lorraine et de la fille du duc René d'Anjou, Yolande, réconcilie les deux camps et le comté de Vaudémont est alors rattaché au duché de Lorraine. Malgré cette réunification, la ville garde les coutumes propres à l'ancien comté de Vaudémont jusqu'en 1723, date où le duc Léopold décide d'appliquer la coutume lorraine à Vézelise.

### Époques moderne et contemporaine

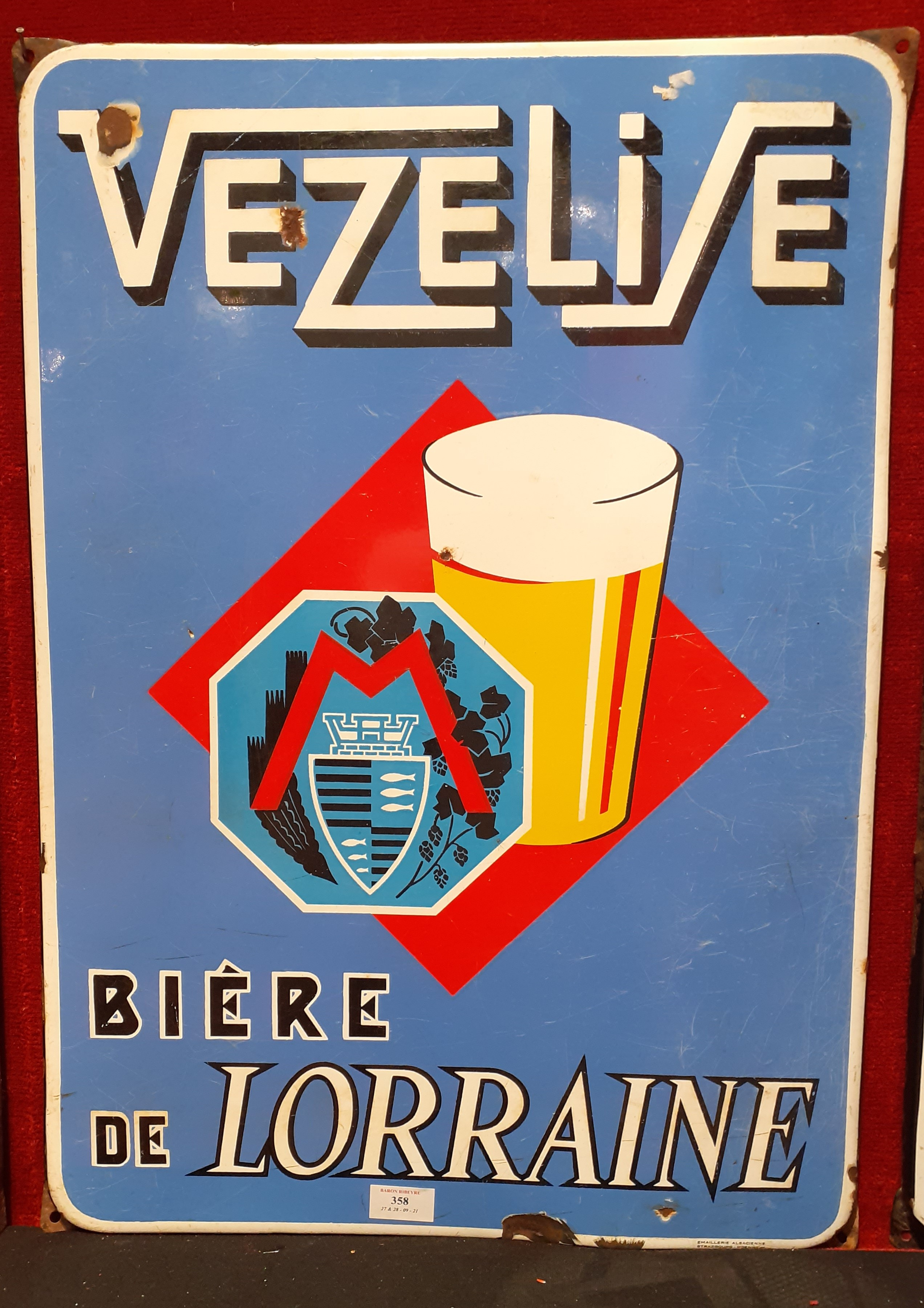
Plaque émaillée de la bière de Vézelise.

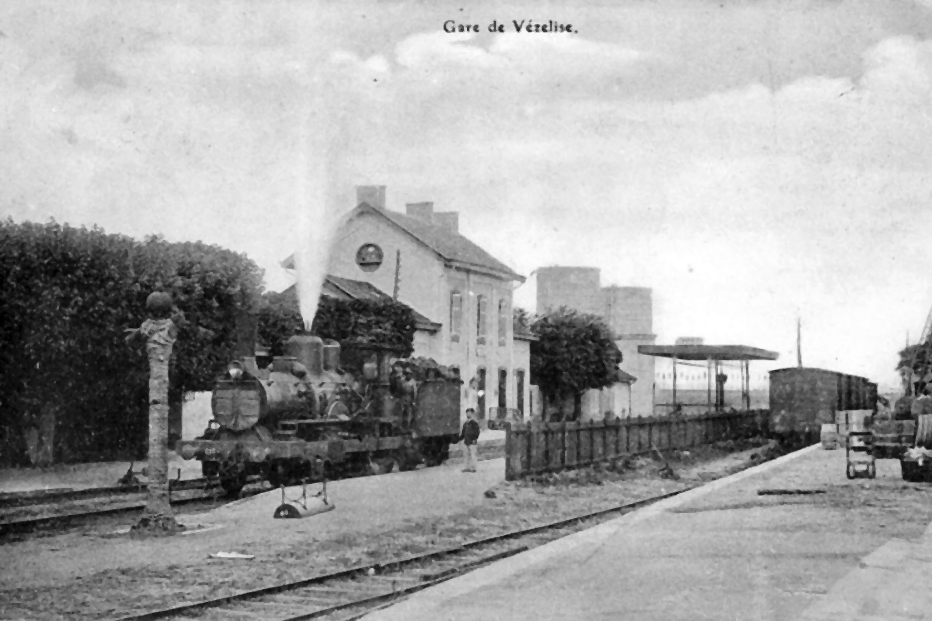
La gare de Vézelise vers 1900.

Elle fut chef-lieu de district de 1790 à 1795.
Vézelise est surtout connue pour sa bière qui a été introduite pour la première fois en 1863 par Antoni Moreau (né en 1837 à Battigny et mort en 1903) et qui a été exportée dans toute la France et dans tout l'Empire colonial français grâce à la ligne de chemin de fer Nancy-Vézelise-Mirecourt. La production de bière, qui est montée jusqu'à 175 000 hectolitres par an, est arrêtée depuis 1971. Antoni Moreau, est considéré comme un des pères de la brasserie française, et connu comme un des fondateurs de l'école de brasserie de Nancy, organisme qui deviendra l'IFBM.

## Politique et administration
| Période                                  | Période  | Identité                     | Étiquette | Qualité                                              |
| ---------------------------------------- | -------- | ---------------------------- | --------- | ---------------------------------------------------- |
| Les données manquantes sont à compléter. |          |                              |           |                                                      |
| 1845                                     |          | Jean François Nicolas Contal |           |                                                      |
| 1882                                     | 1914     | Charles Antoine THOUVENIN    |           | Docteur en médecine                                  |
| 1914                                     | 1920     | Victor Roset                 |           |                                                      |
| 1920                                     | 1945     | Louis Moreau                 | URD       | Conseiller général du canton de Vézelise (1919-1940) |
| 1945                                     | 1947     | Paul Florentin               |           |                                                      |
| 1947                                     | 1971     | Robert Géant                 |           |                                                      |
| 1971                                     | 1989     | Jacques Leclerc              | UDF       | Conseiller général du canton de Vézelise (1967-1994) |
| 1989                                     | 1991     | Jean-Henri Prudhomme         |           |                                                      |
| 1991                                     | 1995     | Jean-Louis Royer             |           |                                                      |
| 1995                                     | 2008     | Monique François             |           |                                                      |
| mars 2008                                | mai 2020 | Dominique Vollmar            | DVG       | Fonctionnaire                                        |
| mai 2020                                 | En cours | Stéphane Colin               |           | Employé administratif d'entreprise                   |

## Population et société

### Démographie

#### Évolution démographique
L'évolution du nombre d'habitants est connue à travers les recensements de la population effectués dans la commune depuis 1793. Pour les communes de moins de 10 000 habitants, une enquête de recensement portant sur toute la population est réalisée tous les cinq ans, les populations de référence des années intermédiaires étant quant à elles estimées par interpolation ou extrapolation. Pour la commune, le premier recensement exhaustif entrant dans le cadre du nouveau dispositif a été réalisé en 2005.

En 2022, la commune comptait 1 354 habitants, en évolution de −6,04 % par rapport à 2016 (Meurthe-et-Moselle : −0,13 %, France hors Mayotte : +2,11 %).
| 1793  | 1800  | 1806  | 1821  | 1831  | 1836  | 1841  | 1846  | 1851  |
| ----- | ----- | ----- | ----- | ----- | ----- | ----- | ----- | ----- |
| 1 897 | 1 773 | 1 718 | 1 679 | 1 765 | 1 685 | 1 549 | 1 591 | 1 621 |

| 1856  | 1861  | 1872  | 1876  | 1881  | 1886  | 1891  | 1896  | 1901  |
| ----- | ----- | ----- | ----- | ----- | ----- | ----- | ----- | ----- |
| 1 562 | 1 515 | 1 326 | 1 459 | 1 447 | 1 397 | 1 336 | 1 370 | 1 337 |

| 1906  | 1911  | 1921  | 1926  | 1931  | 1936  | 1946  | 1954  | 1962  |
| ----- | ----- | ----- | ----- | ----- | ----- | ----- | ----- | ----- |
| 1 315 | 1 260 | 1 261 | 1 251 | 1 268 | 1 276 | 1 251 | 1 195 | 1 233 |

| 1968  | 1975  | 1982  | 1990  | 1999  | 2005  | 2006  | 2010  | 2015  |
| ----- | ----- | ----- | ----- | ----- | ----- | ----- | ----- | ----- |
| 1 237 | 1 105 | 1 513 | 1 391 | 1 336 | 1 359 | 1 383 | 1 495 | 1 433 |

| 2020  | 2022  | - | - | - | - | - | - | - |
| ----- | ----- | - | - | - | - | - | - | - |
| 1 361 | 1 354 | - | - | - | - | - | - | - |

### Enseignement
Établissements d'enseignements :
- écoles maternelles et primaire Marie-Marvingt ;
- collège Robert-Géant ;
- lycées à Pont-Saint-Vincent, Villers-lès-Nancy, Mirecourt, Vandœuvre-lès-Nancy.

### Santé
Professionnels et établissements de santé :
- Médecins à Vézelise, Tantonville, Voinémont, Haroué, Pulligny.
- Pharmacies à Vézelise, Haroué, Pulligny, Diarville, Flavigny-sur-Moselle.
- Hôpitaux à Neuves-Maisons, Charmes, Vandoeuvre-lès-Nancy, Mirecourt.

### Cultes
- Culte catholique, Paroisse Notre Dame en Saintois[35], Diocèse de Nancy et Toul.

## Culture locale et patrimoine

### Lieux et monuments

#### Édifices civils
- Château dit le Fief de Bellefontaine, actuellement gendarmerie érigé en 1595 en faveur probablement de François Alix, fils de Thierry Alix dont la maison avait été anoblie en 1554 par Charles III de Lorraine. C'était un petit château flanqué de tours aux angles, entouré de murs et pourvu d'une belle fontaine qui a donné son nom au fief ; la propriété fut vendue au XIXe siècle à un sieur J.-P. Lette qui en fit un dépôt de diligences ; la ville l'acquit en 1905, démolit la demeure et fit construire la gendarmerie actuelle.
- Fortifications et château ruiné pendant la guerre de Trente Ans et fortifications rasées[36]. De l'ancien édifice, démantelé en 1636 sur l'ordre de Richelieu, il ne reste rien de visible ; seul son emplacement est connu avec certitude : l'ensemble s'inscrivait dans un triangle formé par le confluent du Brénon et de l'Uvry ; la façade principale correspondant à la base de ce triangle donnait sur l'actuelle place de l'Hôtel-de-Ville. La porte sur le Brénon, la tour le Comte, le château ; le donjon ; la tour du chien avec un toit en poivrière ; la tour des Sarrasins avec un toit en poivrière également, derrière la tour le Comte ; la tour Nyberte, crénelée ; la porte Saint-Côme sur l'Uvry ; l'église mère de Vézelise au Haut du Plain ; la tour Gabion, crénelée ; la tour Malconeste ; la porte Notre-Dame.
- Gare de Vézelise, construite en 1872 par la Compagnie des chemins de fer de Nancy à Vézelise, puis exploitée par la Compagnie des chemins de fer de l'Est[37]
- Les halles de bois datant du XVIe siècle (mais leur existence première remonte au XIIIe siècle), construites par Nicolas La Hière sous l'ordre du duc Charles III ; elles furent endommagées lors d'un bombardement le 15 juin 1940, mais remises en leur état d'origine. Les halles, la mairie et le tribunal dit auditoire sont classés au titre des monuments historiques par arrêté du 30 novembre 1942[38]. Une intéressante étude sur le fonctionnement ancien des Halles a été publiée par L. Heitz[39].
- La maison du  bailliage, de style Renaissance, ancien palais de justice datant de 1561 sous Charles III, aujourd'hui annexe de la mairie, appelé « Palais de justice » en raison de la devise gravée au-dessus de sa porte d'entrée : LEX IMPERIO MAJOR (« la loi est plus forte que le pouvoir »). Elle est classée au titre des monuments historiques par arrêté du 12 décembre 1930[40].
- L'hôtel du Bailli (ou hôtel de Tavagny ou hôtel de Bassompierre)[41], construit en 1546 par François de Tavagny, est inscrit sur l'inventaire supplémentaire  des monuments historiques par arrêté du 26 octobre 1998[42].
- Relais de poste, gendarmerie, actuellement maison particulière. La brigade de Vézelise est créée en 1699 ; elle occupera l'ancien relais de poste jusqu'en 1903.
- Hôpital Saint-Charles, hospice, maison de retraite Saint-Charles. Il y avait à Vézelise une bâtisse qui servait d'hôpital, sise devant le portail de l'église. Sa capacité d'accueil étant devenue insuffisante, on décida en août 1626 d'acquérir un terrain à l'intention d'y construire un nouveau bâtiment, qui - curieusement - s'éleva à l'intérieur des fortifications de la ville, près de la porte Notre-Dame.
- Statue du Pot de chambre, située en façade du restaurant « L'hôtel de Lorraine ».
- Moulin de Vézelise[43].

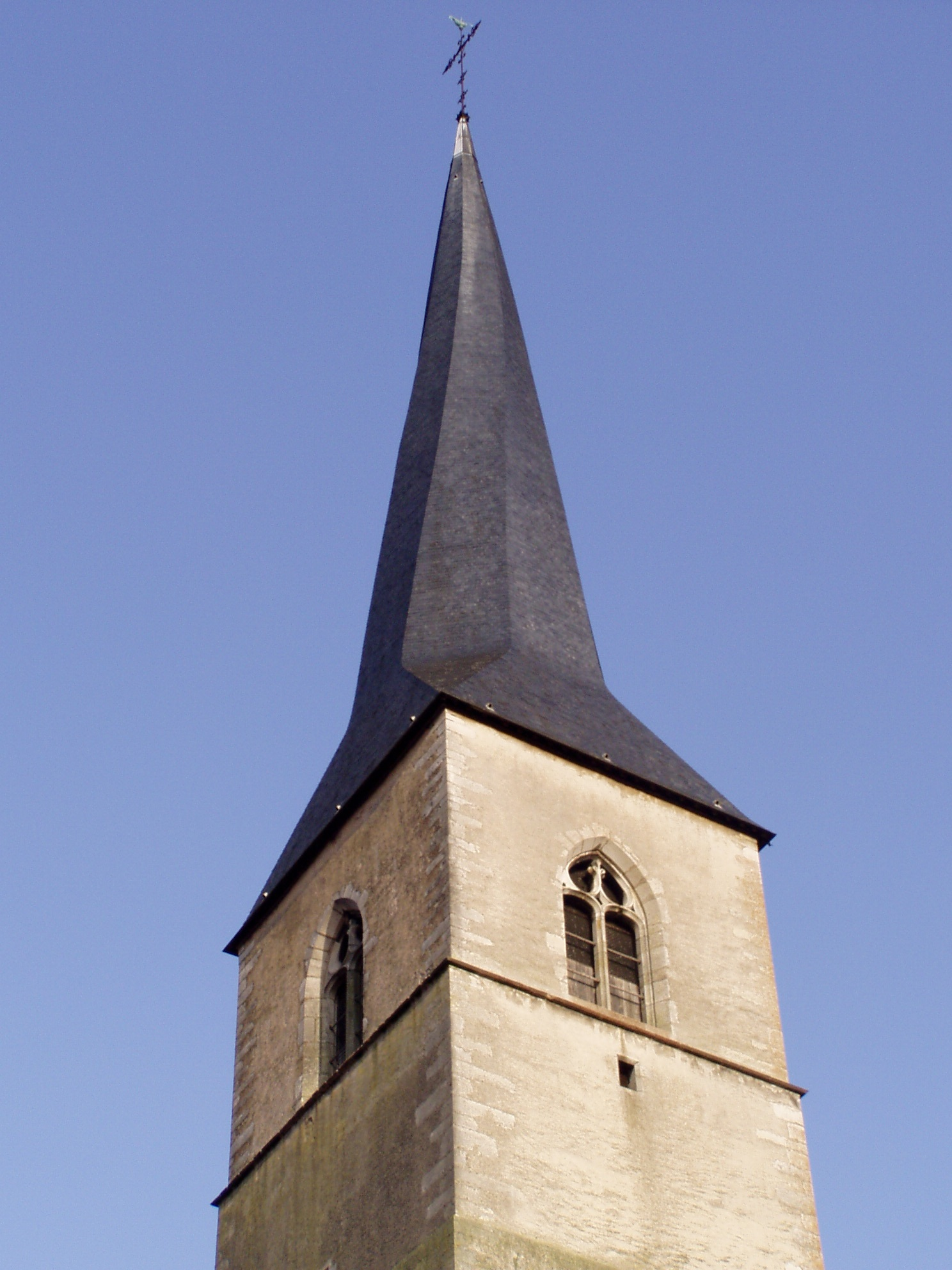
Le clocher tors de l'église Saints-Côme-et-Damien.
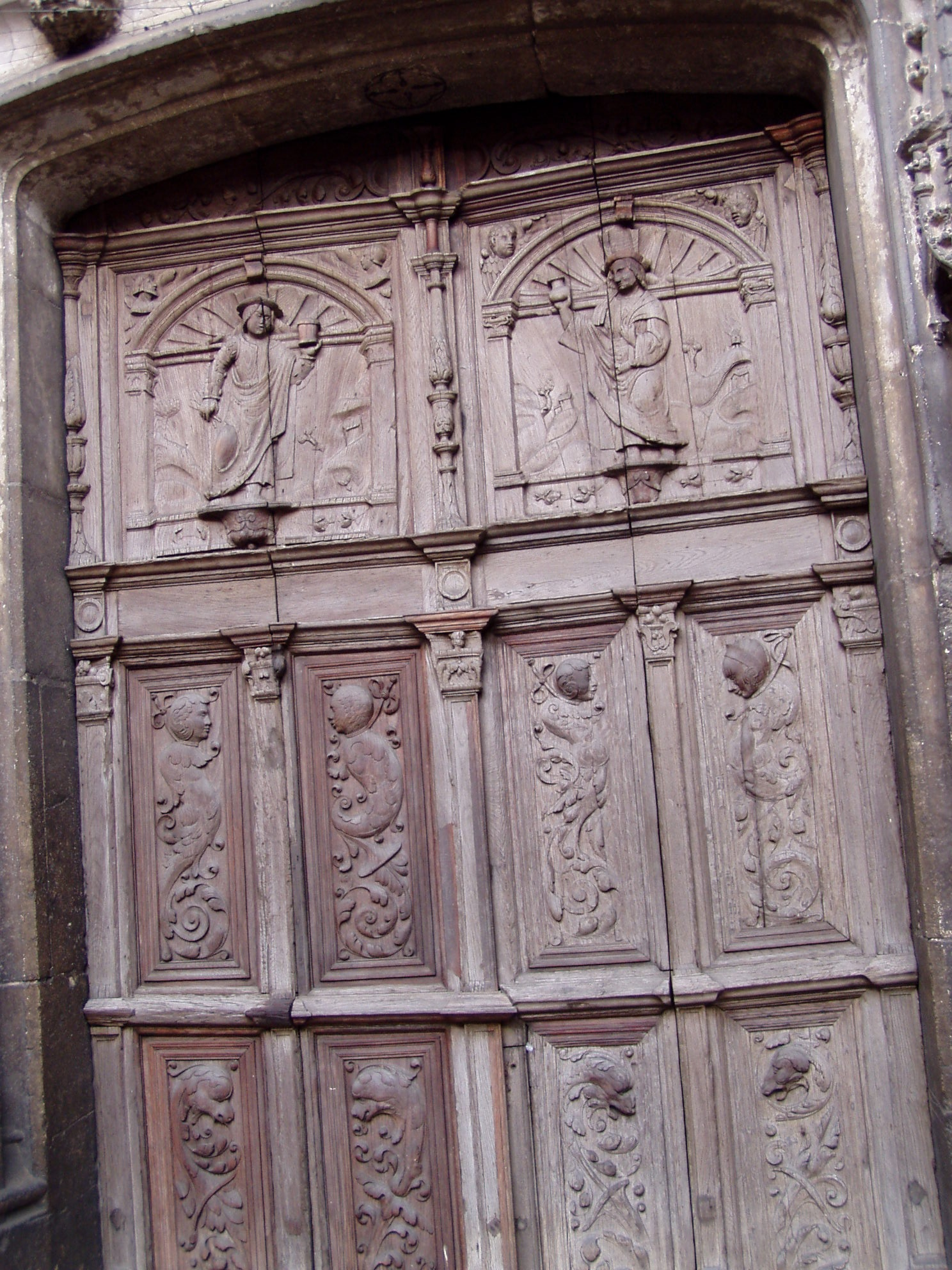
Portail de l'église.
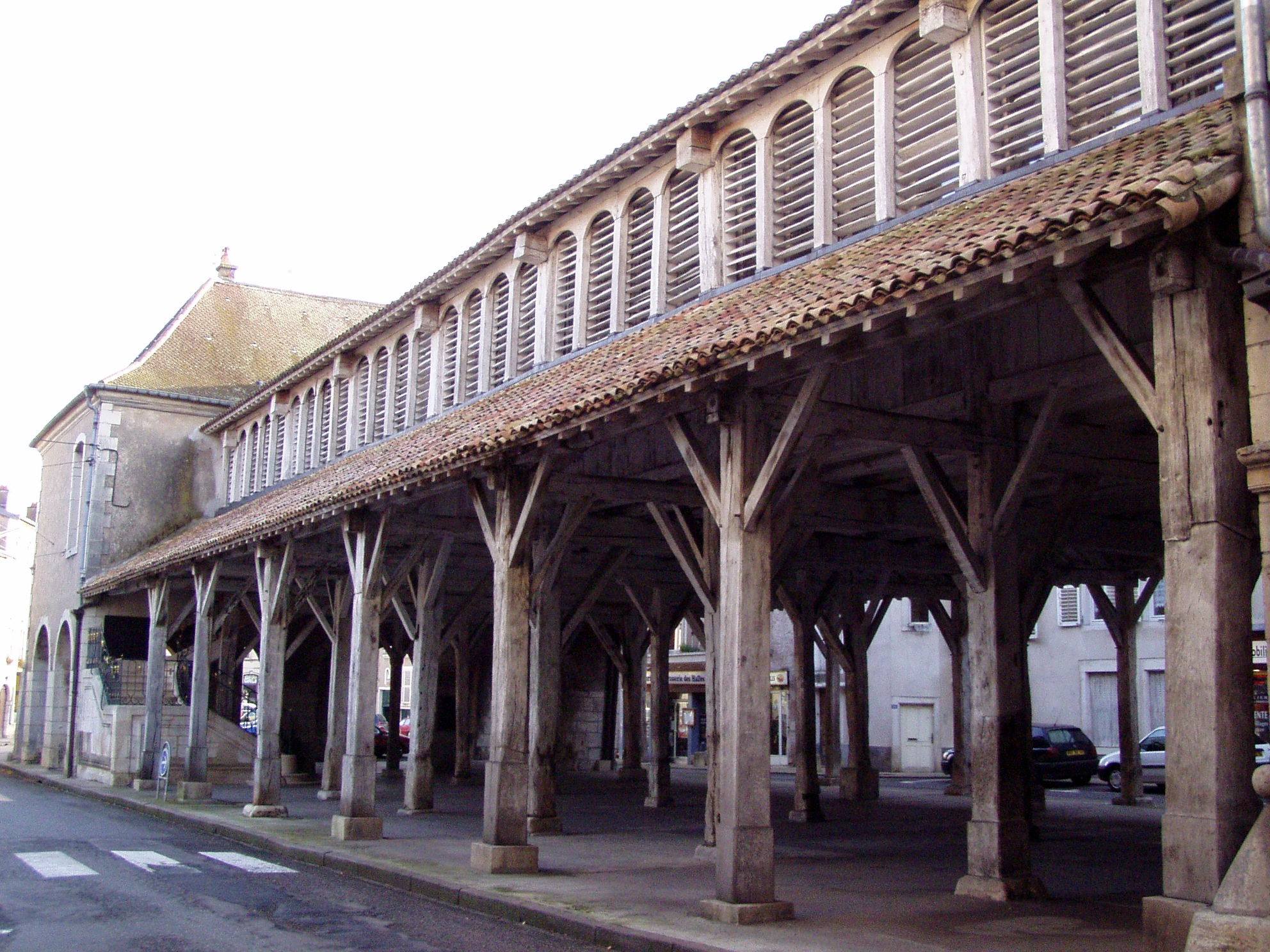
Les halles de 1599.
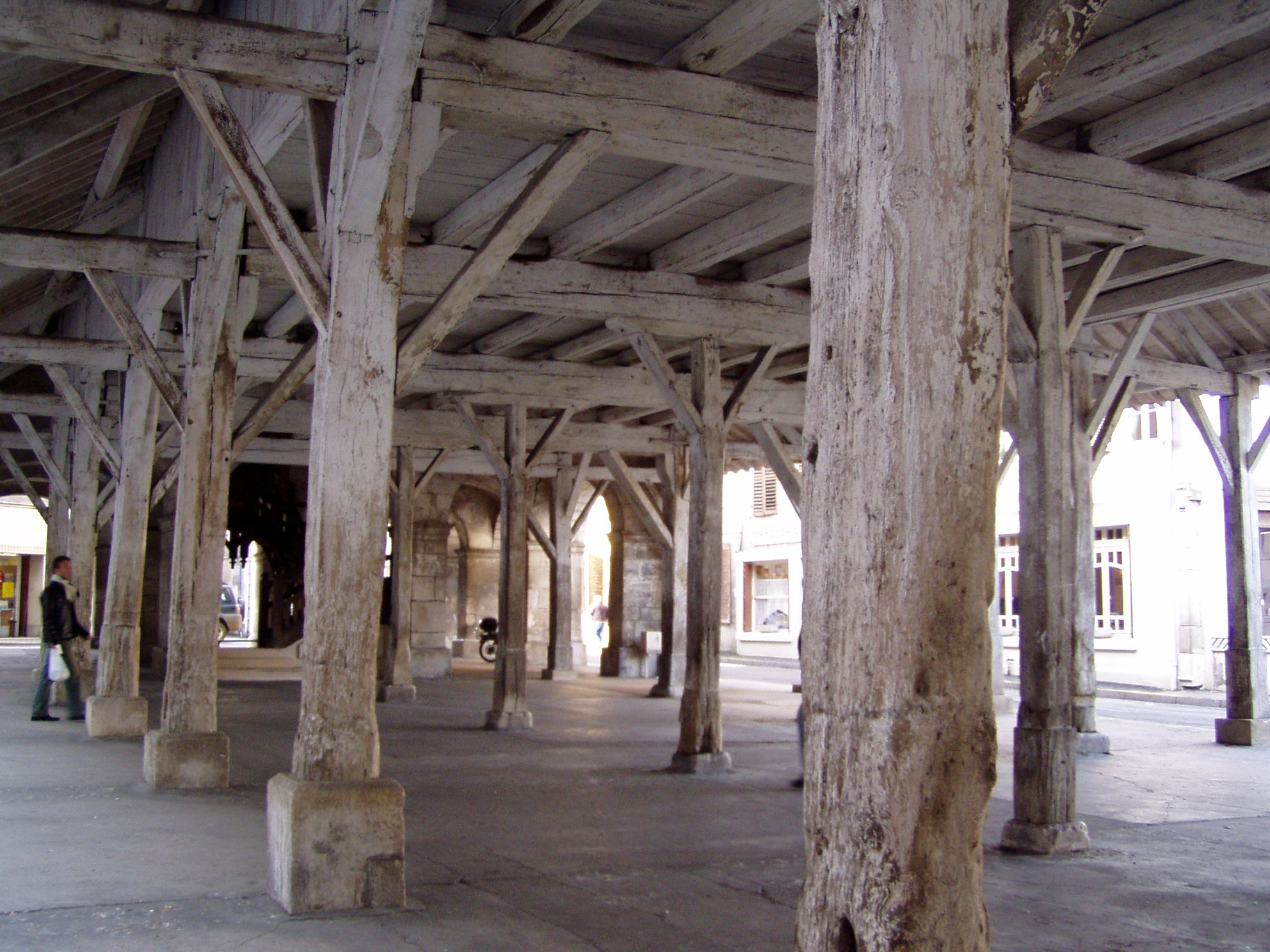
Les halles, vue intérieure.

#### Édifices religieux
- Église Saints-Côme-et-Damien, de style gothique, date des XVe et XVIe siècles (elle fut consacrée le 6 mai 1521). Haute de 70 mètres, elle possède de beaux vitraux du début du XVIe siècle et un orgue remarquable, construit en 1775 par Küttinger, l'un des meilleurs facteurs lorrains de l'époque. L'église a aussi un clocher tors et un portail en bois sculpté du XVIe, financé par le duc Antoine. Elle fait l’objet d’un classement au titre des monuments historiques depuis le 5 juin 1907[44]. On trouvera une description détaillée de l'église, architecture, ornements intérieurs, vitraux dans un article de la Société d'Archéologie lorraine[45].

Parmi les vitraux anciens,,, l'un d'eux représente Saint-Nicolas dans la posture traditionnelle avec le cuveau et les enfants. Toutefois, Il est imberbe, contrairement aux représentations modernes du saint. Plusieurs vitraux anciens de la même époque représentent aussi Saint-Nicolas sans barbe,.
Orgue de tribune de Kuttinger Georges,,.
Statue Saint Sébastien.
- Couvent des capucins, actuellement exploitation agricole. Le sieur de Malvoisin, seigneur d'Hammeville, trésorier du duc de Lorraine, avait demandé par testament que l'on édifiât un couvent après sa mort, qui advint en 1583, pour le repos de son âme ; cette volonté fut réalisée en 1632, La ville offrant le terrain.

Les capucins œuvrèrent à Vézelise jusqu'à la Révolution. Bien qu'ayant tous choisi de poursuivre leur vie communautaire, les huit frères d'alors furent dispersés. Le couvent fut vendu comme bien national à la famille Collin de Barisien qui le loua pour exploitation, puis le revendit, en 1822 à dom Fréchard, bénédictin de Moyenmoutier-Senones, pour servir de maison-mère aux Frères de la Doctrine Chrétienne, congrégation qu'il venait de fonder. Les frères y créèrent un collège. Après 1830, la congrégation fut dispersée. Elle reprit corps en 1837, étant alors transférée à Sion sous la direction de Léopold Baillard. Après la révocation de ce dernier et de ses frères en 1848, le noviciat fut ramené à Vézelise. En 1860-1862, l'abbé Gondrexon fit construire la chapelle ; le collège prospéra jusqu'en 1868. La propriété fut alors vendue à une communauté de cisterciennes chassées de Suisse par le Kulturkampf et qui l'occupèrent jusqu'en 1906. En 1901, elles furent mises en demeure de quitter leur couvent. Les bâtiments furent convertis après 1909 en exploitation agricole. La chapelle néo-gothique fut incendiée lors d'un bombardement en 1940. Il n'en reste que trois arches ogivales et la base du chevet.
- Couvent de minimes, actuellement hôtel fondé par Didier Virion en 1614 et construit en 1619 ; il abritait une communauté de qui s'occupait de pauvres gens ; la révolution dispersa les religieux et le bâtiment fut vendu comme bien national.
- Couvent de chanoinesses régulières de Saint-Augustin, couvent de sœurs de la congrégation. Didier Virion, résidant à Madrid puis à Rome, manifesta le désir de fonder un couvent de chanoinesses de Saint-Augustin à Vézelise ; le conseil de ville proposa un terrain au Haut du Plain ; quatre religieuses arrivèrent le 27 septembre 1629. La maison du Haut du Plain devint vite insuffisante ; les sœurs connurent les épreuves de la guerre, et, leur maison s'étant partiellement effondrée, elles obtinrent de se loger dans un reste de bâtiment provenant du château "ci-devant démoli". À la fin de 1717, une crue subite catastrophique ravagea la ville et l'édifice situé au confluent du Brénon et de l'Uvry. En 1763, un arrêt du Conseil d'état de Lorraine prescrivit une information devant l'évêque de Toul pour la suppression du couvent ; une prolongation fut accordée et le maintien obtenu finalement en 1767. L'inventaire révolutionnaire eut lieu le 7 avril 1791 ; les sœurs furent expulsées et les dernières quittèrent le couvent le 1er octobre 1792. Il fut occupé par la gendarmerie et  était dans un état lamentable quand les religieuses y revinrent en 1822 ; elles restèrent jusqu'en 1852, date à laquelle elles partirent à Lunéville dans la maison dite « le Ménil ». Les bâtiments de Vézelise furent vendus en cinq lots.
- Chapelle Saint-Charles, rue Notre-Dame (maison de retraite).

### Randonnées
Deux circuits pédestres de onze et treize kilomètres démarrent à Vézelise.
Le premier (balisage jaune), passe par le bois de Serres, Houdreville, La traversée du Brénon, Omelmont et la gare de Vézelise. Durée estimée : 2 heures 45.

Le second (balisage rouge) conduit à Ognéville, Étreval, le Brénon et Vroncourt. Durée estimée : 3 heures 15.

Ils sont praticables en VTT.
Les départs peuvent se faire sur le parking du supermarché, route de Mirecourt.

### Foire aux célibataires
Une foire aux célibataires avait lieu à Vézelise (en tout cas jusqu'en 1974).

### Personnalités liées à la commune
- Claude Ballot, argentier de l'évêque de Metz, fut anobli le 24 juin 1543. Sa fille Elizabeth se maria avec Denys Cossu seigneur d'Arincourt. Le fils Jacques était lieutenant de bailli de l'évêché de Metz.
- Nicolas Clément de Trèles (v. 1545-1588), poète né à Vézelise, secrétaire ducal, tabellion du duché de Lorraine en 1587[58].
- Jean-Baptiste Salle (né dans la commune en 1759), député du tiers état de Nancy aux États généraux de 1789 et membre Girondin de la Convention  en 1792.
- Dominique François Xavier Félix (né en 1763 à Vézelise, mort en 1839), général des armées de la République et de l'Empire.
- Sébastien Bottin (1764-1853), statisticien français, qui développa le premier l'usage des annuaires, descendant d'une famille de Vézelise.
- Nicolas Deleau (1797-1862), médecin chirurgien né à Vézelise, précurseur dans le traitement des maladies de l'oreille.
- Élisabeth Rétiffe (Rose Rétif) (1834-1882), née à Vézelise, cartonnière, militante socialiste, communarde, condamnée à mort, déportée en Guyane[59], décédée à Saint-Laurent-du-Maroni.
- Hans Stieger, artiste peintre né en 1948 en Autriche, résida à Vézelise jusqu'à son décès en 2021[60],[61].
- Hans J. Kullock, musicien, pédagogue et journaliste né en 1947 en République démocratique allemande, fondateur et directeur du MAI, réside dans la commune jusqu'à son décès en 2021[62].
- Antoni Moreau (1837-1903) et ses fils Louis et Félix, brasseurs à Vézelise dès 1863[63].
- Maurice Constantin Perrin, chirurgien, né à Vézelise en 1826, mort en 1889[64]
- Joël Huguenin installe une fonderie d'art en 1978[65].
- Albert-Léopold Pierson, artiste peintre, né en 1854 à Vézelise, décédé en 1923 à Paris.
- Marcel Astorg (1878-1957), artiste peintre et marchand de meubles[66].
- Hugues Schraten : poète et romancier né en 1865. Auteur de La Petite République.[réf. nécessaire]
- François René Cailloux dit Pouget (né en 1767 à Haroué, mort le 17 septembre 1851 à Vézelise), général des armées de la République et de l'Empire.

### Héraldique
| Blason de Vézelise | Blason  | Blasonnement : écartelé aux 1 et 4 burelé d'argent et de sable de dix pièces; et aux 2 et 3 d'azur à trois moutoilles d'argent rangées en fasce, l'une sur l'autre. |
| Blason de Vézelise | Détails | Aux premier et quatrième sont les armes du comté de Vaudémont. Au second et troisième sont les armes de la ville. Le statut officiel du blason reste à déterminer.  |